# 鹧鸪蓝螺
鹧鸪蓝螺（学名：Nassa francolinus），是新腹足目骨螺科Nassa属的一种。主要分布于印度尼西亚、中国大陆，常栖息在低潮线。